# Моссе, Рудольф
Рудольф Моссе (нем. Rudolf Mosse; 8 мая 1843, Грец, провинция Позен, Пруссия (ныне Гродзиск-Велькопольски, Польша) — 8 сентября 1920, Миттенвальде) — немецкий издатель, коллекционер, меценат.

## Биография
Еврейского происхождения. Сын врача Маркуса Моссе. Начал свою карьеру в качестве работника в типографии «Ostdeutsche Zeitung».
Является инициатором первого бюро объявлений для газет, открывшего свои отделения во многих городах Германии, Австрии и Швейцарии. В 1872 году основал одну из самых больших в мире типографий и сделался издателем «Berliner Tageblatt», которая очень быстро стала одной из самых влиятельных столичных газет и рупором либеральной общественности, «Deutsche Montagsblatt»; «Berliner Morgenzeitung»; «Allgemeine Zeitung des Judenthums»; ежегодников: «Bäder Almanach», «Deutsches Reichsadressbuch»
В результате, Моссе фактически сосредоточил в своих руках целый ряд столичных и провинциальных немецких печатных органов.
Издательская империя Моссе насчитывала около 130 газет и журналов, а его состояние — свыше 40 миллионов марок.
Был известен как щедрый благотворитель. Искусством и предпринимательство медиа-магнат не ограничивался: он активно занимался в Берлине благотворительностью, например, основал фонд помощи берлинским сиротам и поддерживал образовательные проекты. В 1892 году основал Unterstützungskasse (Фонд поддержки) для рабочих своей типографии (свыше 500 человек), вложив в качестве основного капитала 100 тыс. немецких марок. В 1895 году передал один миллион марок для той же цели. Построил современную больницу в Греце, детский институт в Вильгельмсдорфе (близ Берлина) с основным капиталом в 3 млн немецких марок; широко поддерживал также ряд литературных и артистических предприятий.
В 1904 году, принадлежа к реформистскому лагерю и являясь представителем евреев Берлина, принимал участие в еврейской общественной жизни.
Один из самых богатых людей Пруссии на рубеже XIX—XX веков — издатель Рудольф Моссе — был страстным коллекционером предметов искусства, чьё собрание считалось одним из самых значительных в кайзеровской Германии. Для своей коллекции в 1885 году Моссе построил трехэтажный дворец в самом центре Берлина недалеко от Потсдамерплац. Любовался своими произведениями он не в гордом одиночестве — по предварительной записи посетить галерею мог любой желающий.
Почётный доктор Гейдельбергского университета.
Скончался от сердечного приступа в 1920 году. Похоронен на Еврейском кладбище Вайсензе
После прихода к власти национал-социалистов в 1933 году его коллекция была конфискована. В 2012 году в США был создан фонд Mosse Foundation, занимающийся вопросами реституций утраченных произведений искусства. Его основная задача — поиск разбросанных по всему миру предметов искусства из собрания берлинского «газетного короля».